# CD Shoot
CD Shoot is een computerspel dat werd ontwikkeld en uitgegeven door Eaglevision Interactive Productions. Het spel kwam in 1992 uit voor het platform Philips CD-i. Het doel van het spel is kleiduiven schieten. Het spel heeft drie modi te weten: sporting, olympic trap, balltrap en English skeet. 

## Ontvangst
| Beoordeeld door     | Datum          | Score |
| ------------------- | -------------- | ----- |
| Power Unlimited     | september 1993 | 75%   |
| The CD-i Collective | 2004           | 40%   |